# Між двох сил
«Між двох сил» — п'єса українського письменника Володимира Винниченка, написана у 1918 році. У творі показано драму руйнування загальноприйнятої системи цінностей, що призвела до краху людини як особистості.

## Значення в українській літературі
У 1920-1930-ті роки письменники змушені були робити вибір в умовах тоталітарної системи: служити їй чи відстоювати свої переконання і бути приреченим на тавро «ворог народу». Винниченко залишався вірним своїм ідеалам і намагався знайти відповіді на поставлені добою революції питання, наприклад, де коріння національного розбрату. У п'єсі він зробив спробу осмислити витоки народної трагедії втрати української державності в 1918 році.
Дослідники М. Жулинський, Ю. Бойко-Блохін, Л. Мороз, В. Панченко підкреслюють широту охоплення автором ідеологічних, політичних ідей початку століття, а С. Михида стверджує, що ця п'єса надзвичайно яскраво демонструє перевагу мистецької інтуїції над суто політичними оцінками.
Автор майстерно розкриває конфлікт родини Сліпченків, всі члени якої опинилися по різні сторони ідеологічних барикад, протистояння, зумовлене психологічною драмою головної героїні — Софії, вдало передає загальний драматизм сюжету; у творі оптимально продумана система персонажів.

## Сюжет
У драмі простежується декілька сюжетних ліній: родинна, соціальна, ідейна, любовна.
Показано протистояння між носіями української національної визвольної ідеї та апологетами класової боротьби, що здійснювалося під гаслами великодержавного російського шовінізму. Моделлю соціально національного конфлікту доби стає родинний конфлікт у родині Микити Сліпченка, діти якого опинилися між табором свідомих українців (сини Марко і Арсен, зять Панас, і сам Микита Іванович) і російським більшовизмом (донька Софія і син Тихон).
Події відбуваються в Києві в період його окупації більшовиками на чолі з Муравйовим. Головна героїня Софія, відома артистка, провівши чотири роки в російській столиці, повертається додому, в Україну. Приїхала до рідного краю вона із таємним дорученням з Петрограда — привезла 50 тисяч більшовикам на їхню кампанію. Поспілкувавшись з батьками й братами, Софія побачила, що не всі рідні поділяють її переконання — її батько і двоє братів — вільні козаки. Вона лукавить перед ними: «Я буржуйка, ніяких партій не розумію», і дійсно здивована «Та невже большевики тут такі вороги національного відродження?» Лише одній людині вона відкривається — чоловікові рідної сестри Панасу; адже колись вони кохали один одного. Софія засуджує його за самоусунення від боротьби, а також вважає опір батька і братів революції злочинством проти себе. Під час бойових дій вона зізнається Панасу: «Як же можна бути проти, та ще як! Проти того, що хочуть большевики… як ви, ви не розумієте, що це ж величезна подія всіх віків, усього світу? Що це переворот усіх цінностей, що це зоря нового життя? Цілком нового, на інших підвалинах, справедливих, розумних, прекрасних… Як це може бути,.. що батько, Марко, що тисячі наших робітників, рабів нещасних, що вони не розуміють і б'ються з тими, хто несе їм визволення?»
Під час наступу більшовиків Микиту Івановича й Марка арештовують. Софія їде до лідерів більшовиків визволяти їх. Однак на її прохання відповідають так: «В социальной войне нет ни отца, ни матери, ни братьев. Братья — все социально угнетенные, враги — все угнетатели».
Лише пожертвувавши собою, вона змогла домогтися звільнення батька з-під арешту: «…я отдаю себя в ваше распоряжение именно для идеи, в интересах ее».
Брата Марка вбито.
Софія йде працювати у більшовицьку приймальню громадян разом з братом Тихоном. Однак наступають вільні козаки й нищать більшовиків. Софія з Тихоном опиняються у пастці. Йому вдається втекти через вікно, а вона лишається, взявши у брата револьвер. До її кабінету вриваються вільні українці, попереду Микита Іванович, Панас, Арсен. Сліпченко: «Хлопці… бачите цю… фігуру? (Показує на Софію). Дивіться пильно, дивіться всі. Це дочка моя, зрадниця, большевичка… Що робить з нею? Кажіть. Кажіть ви, вірні сини нації. Судіть її, прокляту». І далі звертається до Софії: «Ти зрадниця. Ти продала свою націю. Ти вбила свого брата. Ти руйнувала з кацапньою наш край. Ти разом з нашими віковими національними ворогами запроваджувала свою націю знов у неволю… Але ти тут, зараз же напишеш, що проклинаєш цих ворогів нашого народу і каєшся за те, що вони тебе спокусили… Тоді ми всі будем молить, щоб тебе помилували». Не в змозі віддати перевагу комуністичній ідеї або батькам, вона обирає третій шлях — самогубство. Це не є розв'язкою конфлікту, а, скоріше, втеча зневіреної в ідеалах героїні.

## Персонажі

### Софія
«Їй років 27. Гарна, волосся темно-русяве. Одягнена елегантно… Манера балакать весела, рішуча, трошки неуважна».
Багатогранна особистість: вона і любляча донька, і патріотка, і більшовичка, і Марія Магдалина перед собою, і зрадниця перед родиною.
Артистка. Чотири роки прожила у Петрограді. Пов'язавши свою долю з більшовизмом, залишилася по суті українкою. На чужині вона сумувала за домівкою, за рідним краєм, мовою:
«Але що найкраще, що найкраще, так це те, що нарешті я дома. Дома, дома, на рідній землі, на Україні, татусю, на нашій любій і своїй тепер землі. І яке щастя говорити по-своєму, наче плаваєш».
Одержима ідеєю служіння народу, однак її уявлення про революцію романтизовано-естетичні:
«Я прихильниця всього, що гарне. Соціяльна революція — це така грандіозна, величезна річ, що бути байдужим або ворожим до неї може бути людина зовсім тупа або дуже заінтересована в своєму сучасному добробутові…»
Розчарувавшись у теоріях «щастя всієї людськості», вона обирає самогубство. Отже, опинившись між двох сил, Софія гине духовно й фізично. Адже жити з тягарем вбивці рідного брата і відчувати провину за тисячі смертей не кожному під силу, а особливо чуттєвій мистецькій натурі. Самогубство Софії не є актом свідомої волі, це, скоріше, наслідок усвідомлення героїнею неможливості розв'язати поставлені питання.